# Jannes Labuschagne
Jannes Johannes Labuschagne (Bloemhof, 16 aprile 1976) è un rugbista a 15 sudafricano, seconda linea per la franchise dei Lions (nel Super 14) e la squadra provinciale dei Golden Lions (in Currie Cup) e già internazionale per il suo Paese.

## Biografia
Esordiente nei Golden Lions nel 1997, squadra con cui vinse la Currie Cup del 1999, nel 2000 debuttò anche nella franchise ad essi collegata, i Lions, nel Super 12; il 2000 fu anche l'anno della prima presenza di Labuschagne in Nazionale, in occasione del Tri Nations di quell'anno.
Giocatore solido, mostrò sempre qualche problema disciplinare.
L'evento che pose di fatto fine alla sua carriera internazionale fu l'espulsione di Twickenham contro l'Inghilterra del novembre 2002. Labuschagne placcò Jonny Wilkinson in netto ritardo e fu espulso dall'arbitro.
Il C.T. inglese Woodward, dopo l'incontro, si espresse con termini pesantissimi contro il gioco brutale dei sudafricani, i quali a suo dire avevano preso di mira i suoi uomini più tecnici, incluso il citato Wilkinson.
Pochi giorni dopo, la commissione disciplinare dell'International Rugby Board inflisse a Labuschagne una squalifica di 23 giorni a decorrere dal primo giorno della successiva stagione ufficiale.
Dopo un primo ritiro avvenuto nel 2006 Labuschagne tornò a giocare in occasione della stagione 2008 per ritirarsi definitivamente nel 2010.

## Palmarès
- Currie Cup: 1
Golden Lions: 1999